# Special Olympics Laos
Special Olympics Laos ist ein Verband von Special Olympics International, der Kindern und Erwachsenen mit geistiger Beeinträchtigung und Mehrfachbeeinträchtigung das ganze Jahr hindurch die Ausübung olympischer Sportarten anbietet. Ziel des Verbands ist, seinen Athleten durch den Sport zu ermöglichen, dass sie körperlich fit bleiben, sich an ihren Erfolgen freuen können, ihre Fähigkeiten unter Beweis stellen sowie neue Freundschaften und Beziehungen knüpfen können. Der Verband betreut außerdem seine Athletinnen und Athleten bei nationalen und internationalen Special Olympics Wettbewerben. 

## Geschichte
Der Verband Special Olympics Laos wurde 2005 mit Sitz in Vientiane gegründet.

## Aktivitäten
Im Jahr 2015 waren 1142 Athletinnen und Athleten sowie 108 Trainer bei Special Olympics Laos registriert.
Der Verband bietet die Sportarten Leichtathletik, Boccia und Fußball an. Außerdem nimmt er an dem Programm Young Athletes teil, das von Special Olympics International ins Leben gerufen wurde.

### Teilnahme an vergangenen Weltspielen
- 2015 Special Olympics World Summer Games, Los Angeles, USA[2]
- 2019 Special Olympics, World Summer Games, Abu Dhabi (5 Athletinnen und Athleten)[3]

### Teilnahme an den Special Olympics World Summer Games 2023 in Berlin
Der Verband Special Olympics Laos nahm an den Special Olympics World Summer Games 2023 in Berlin teil. Die Delegation aus Laos wurde vor den Spielen im Rahmen des Host Town Programs von Ansbach betreut und bestand aus drei Athletinnen und Athleten sowie ihrem Team. Das Team gewann bei diesen Weltspielen eine Silbermedaille.